# De Lelie (Eindhoven)
De Lelie is de naam van een zeepfabriek te Eindhoven en die gevestigd was aan Tramstraat 21 en bestaan heeft van 1847-1969.

## Geschiedenis
De fabriek werd opgericht als fa. C.J.E. Redelé door Charles Joseph Eduard Redelé (Diksmuide, 8 maart 1828 - Eindhoven, 30 december 1892) en zoon van een Eindhovense hypotheekbewaarder. Oorspronkelijk was het een zeepziederij aan de Kanaalstraat. Hij trouwde met de Maastrichtse Marie Nijpels, die dochter was van Jean Nijpels en Marianne Philips. Naar verluidt zou het Charles Redelé zijn geweest die de aandacht van de familie Philips te Zaltbommel vestigde op een leegstaand bedrijfspand in Eindhoven, alwaar in 1891 de gloeilampenfabriek startte die zou uitgroeien tot het Philips-concern. Diverse telgen uit het geslacht Redelé hebben een belangrijke rol gespeeld in het Eindhovens maatschappelijk leven.
In 1876 werkten er 12 arbeiders. men vervaardigde toiletzeep, andere harde zeep, en blauwsel. Nadat in 1892 het accijns op zeep werd afgeschaft, nam de omzet toe. In 1899 werd een nieuw pand aan de Kanaalstraat in gebruik genomen. Aanvankelijk bediende men zich van een gasmotor, later werd een stoommachine aangeschaft.
In 1910 werd de fabriek als een van de grotere zeepfabrieken in Nederland gekenschetst.
De merknaam "De Lelie" (waarschijnlijk afgeleid van de naam Redelé) werd gesymboliseerd door een Franse lelie. De tegel met het logo werd uiteindelijk ingemetseld naast de deur van de supermarkt die tegenwoordig op de plaats van de fabriek is gevestigd.
In 1968 sloot de fabriek haar deuren. Menig personeelslid moest dit uit de krant vernemen.

## Externe bron
- Eindhoven in beeld
- F.J.M. van Puijenbroek, Beginnen in Eindhoven. Bura Boeken, Eindhoven, 1985. ISBN 90 6404 018 4
- Eindhoven van dag tot dag; 1944-1999